# Скипче
Скипче (укр. Скіпче) — село в Хмельницком районе Хмельницкой области Украины.
Население по переписи 2001 года составляло 685 человек. Почтовый индекс — 32064. Телефонный код — 3251. Занимает площадь 3,344 км². Код КОАТУУ — 6824288301.

## Местная власть
32000, Хмельницкая обл., Хмельницкий р-н, г. Городок